# Jože Blaznik
Jože Blaznik, slovenski zdravnik, * 23. marec 1932, Pivka
Osnovno šolo je obiskoval v rojstnem kraju. Nižjo gimnazijo v malem semenišču v Kopru in Gorici, višjo gimnazijo pa v Postojni. Medicino je študiral v letih 1951-1958 na Medicinski fakulteti v Ljubljani. Po odsluženi vojaščini je bil do leta 1965 splošni zdravnik v Sežani, nato pa zdravnik na otroškem oddelku koprske bolnišnice. Leta 1970 je končal specializacijo iz pediatrije. Dr. Blaznik je soavtor članka Naš prvi primer granulomatozne bolezni pri otroku (kongetialna disfagocitoza) (Zdravstveni vestnik, 1970). V času študija je bil član Primorskega akademskega zbora Vinko Vodopivec; za čas od ustanovitve do 1959 je vodil kroniko zbora.